# Condado de la Fuente del Saúco
El condado de la Fuente del Saúco es un título nobiliario español creado el 18 de noviembre de 1612 por el rey Felipe III de España a favor de Pedro Deza y Guzmán. La denominación se refiere a la villa Fuentesaúco en la provincia de Zamora.

## Condes de la Fuente del Saúco
|                         | Titular                                                      | Periodo                 |
| Creación por Felipe III | Creación por Felipe III                                      | Creación por Felipe III |
| ----------------------- | ------------------------------------------------------------ | ----------------------- |
| I                       | Pedro Deza y Guzmán                                          | 1612-                   |
| II                      | Antonio Deza y Guzmán                                        |                         |
| III                     | Juan Manuel de Lando Deza y Guzmán                           | 1626-                   |
| IV                      | Ana Manuel de Lando Ruiz de León y Velasco                   | 1663-aprox. 1699        |
| V                       | Juan Manuel de León y Lando                                  | 1716-1730               |
| VI                      | Gonzalo Manuel de Lando y Lanzós Manuel de Lando y Taboada   | 1730-                   |
| VII                     | Francisca de Borja Alfonso de Sousa de Portugal              | 1795-1820               |
| VIII                    | Rafael Alfonso de Sousa y Guzmán                             | 1820-1834               |
| IX                      | Isidro Alfonso de Sousa y Guzmán                             | 1834-1870               |
| X                       | Fernando Alfonso de Sousa de Portugal y Godeau d' Entraigues | 1870-1891               |
| XI                      | María Luisa de la Concepción Wall y Diago                    | 1891-1925               |
| XII                     | María del Consuelo de Castillejo y Wall                      | 1925-                   |
| XIII                    | José María de Castillejo y Oriol                             | 2000-actualidad         |

## Historia de los condes de la Fuente del Saúco
- Pedro Deza y Guzmán, I conde de la Fuente del Saúco, hijo de Juan de Deza –señor de Serrezuela y hermano del cardenal Pedro de Deza– y de su espoza Aldonza del Águila.[1]

Casó con su sobrina Aldonza de Deza. le sucede su hijo:
- Antonio Deza y Guzmán, II conde de la Fuente del Saúco, hijo del anterior, murió sin descendientes. Le sucede su sobrino:

- Juan Manuel de Lando Deza del Águila y Guzmán (n. 1626), III conde de la Fuente del Saúco, señor de los mayorazgos de las Cuevas de Guarromán, de Torrijos y Palomares, la Serrezuela y San Miguel de Arroyo.

Casó en 1656 con María Fernández de Velasco Muñiz de Godoy Ponce de León, señora del Mayorazgo del Mocho y Mayrenilla en Córdoba. Hijo de Gonzalo Manuel de Lando Deza y Guzmán y de Ana de Acuña, nieto paterno de Juan Manuel de Lando Deza y Guzmán y de Luisa Ortiz de Guzmán, señora de Torrijos, bisnieto de María de Deza y Guzmán, hermana del I conde de la Fuente del Saúco y de Gonzalo de Manuel de Lando y Guzmán, señor de las Cuevas (fallecido en 1614). Le sucede su hija:
- Ana Manuel de Lando Ruiz de León y Velasco, IV condesa de la Fuente del Saúco, (n. Córdoba, 6 de septiembre de 1663).[2]

Casó el 13 de abril en la parroquia de San Nicolás en Córdoba, con Gonzalo Manuel de Hoces y Aguayo (Córdoba,1663-1699), señor de la Requena, su primo hermano, y les sucede su hijo:
- Juan Manuel de León y Lando (Córdoba, 20 de enero de 1688-1730), V conde de la Fuente del Saúco.[2]

Casó el 15 de junio de 1713, en Madrid, en la parroquia de Santos Justo y Pastor, con María Ignacia de Lanzós y Taboada (baut. el 31 de julio de 1693-29 de febrero de 1716), erróneamente mencionada como condesa de Maceda, porque premurió a sus padres a pocos días de nacer su único hijo. Era hija de José Benito de Lanzos Novoa y Andrade (también llamado José Benito Lanzos y Sotomayor), IV conde de Maceda y de María Teresa de Toboada Villamarín (o Castro), condesa de Toboada. Le sucedió su único hijo:
- Gonzalo Manuel de Lando y Lanzós Manuel de Lando y Taboada (Córdoba, el 30 de enero de 1716-ibídem, 20 de octubre de 1785),[6] VI conde de la Fuente del Saúco,[7] IX conde de Maceda[4] y V conde de Taboada, grande de España de primera clase, caballero de la Orden de Carlos III en 1783,[8] señor de las Cuevas de Guarromán, de Torrijos y Requena.

Casó con María Teresa Fernández de Córdoba y Velasco, VII marquesa de Jódar, hija de Francisco de Borja Fernández de Córdoba y Góngora, I marqués de la Puebla de los Infantes, y de su esposa Catalina Fernández de Velasco y Tovar.  Sin sucesión. Le sucedió:
- Francisca de Borja Alfonso de Sousa de Portugal (12 de abril de 1747-23 de marzo de 1820), VII condesa de la Fuente del Saúco,  XII marquesa de Guadalcázar,[9] grande de España de primera clase, de los Hinojares, de Mejorada del Campo y de la la Breña,   VI señora de la villa de la Aldea del Río, señora de Aguilarejo y Alizné, IX condesa de Arenales.

Casó el 22 de enero de 1767 con su tío Pedro Alfonso de Sousa de Portugal. Le sucedió su nieto:
- Rafael Alfonso de Sousa y Guzmán (m. 1834), VIII conde de la Fuente del Saúco en sucesión a su abuela paterna,[10] marqués de Guadalcázar, grande de España. VII marqués de Hinojares, XI conde de los Arenales, VI marqués de Mejorada del Campo, V marqués de la Breña. Soltero y sin descendientes. Era hijo de María Isidra Quintina de Guzmán y de la Cerda, y de su esposo Rafael Antonio Alfonso de Sousa y de Sousa de Portugal, marqués de Guadalcázar, marqués de Hinojares, etc.[11]  Le sucedió su hermano:

- Isidro Rafael de Sousa y Guzmán (1797-26 de agosto de 1870), IX conde de la Fuente del Saúco,[10] grande de España de primera clase, XIV marqués de Guadalcázar,[9]  VIII marqués de los Hinojares, VII marqués de Mejorada del Campo, VII marqués de la Breña, XII conde de los Arenales, vizconde de la Torre de Guadiamar, señor de la villa de Aldea del Río.

Contrajo matrimonio con Josefa Núñez de Prado y Virués de Segovia y no tuvieron descendientes. Le sucedió su medio hermano:
- Fernando Alfonso de Sousa de Portugal y Godeau d' Entraigues (Burgos, 25 de julio de 1809-Biarritz, 27 de noviembre de 1890), X conde de la Fuente del Saúco,[12] XV marqués de Guadalcázar[9] y  VIII marqués de Mejorada del Campo, grande de España de primera clase, caballero de la Real y Distinguida Orden Española de Carlos III, XIII conde de los Arenales, . Sin descendientes. Le sucede su sobrina nieta a quien cedió el título de Guadalcázar en 1899:

- María Luisa de la Concepción Wall y Diago, XI condesa de la Fuente del Saúco,[13] XVI marquesa de Gudalcázar,[9]  XV condes de los Arenales, IX marquesa de la Cañada, VIII condesa de Armíldez de Toledo y IX marquesa de Mejorada del Campo.[13] Era hija de Isidro Wall y Alfonso de Sousa de Portugal (1828-1867) y de su esposa María Luisa Diago y Tirry,[13] nieta paterna de Santiago Ricardo Wall y Manrique de Lara y de su esposa Luisa Rafaela Alfonso de Sousa de Portugal y Guzmán.

Casó el 23 de marzo de 1893 con Juan Bautista de Castillejo y Sánchez de Teruel, IV Conde de Floridablanca. Le sucede su quinta hija:
- María del Consuelo de Castillejo y Wall (Madrid, 30 de agosto de 1900-Madrid, 19 de octubre de 1996), XII condesa de la Fuente del Saúco,[14] que murió sin sucesión directa,[15] heredó su sobrino nieto, el actual conde de la Fuente del Saúco.

Casó en 1927 con Gerardo Osorio de Moscoso (1903-1936), XVII conde de Altamira.  Contrajo un segundo matrimonio con Julián de Olivares y Bruguera, marqués de Murrieta.
- José María de Castillejo y Oriol, XIII conde de la Fuente del Saúco,[16][17] VII conde de Floridablanca, grande de España, V marqués de Aldama y X conde de Armíldez de Toledo.[16]

Casó el 19 de junio de 1997, en Manacor, con Ana María Chico de Guzmán y March.